# Earl Browder
Earl Browder (Wichita, 20 maggio 1891 – Princeton, 27 giugno 1973) è stato un politico e sindacalista statunitense, importante esponente del sindacalismo internazionalista, marxista-leninista e segretario generale del Partito Comunista degli Stati Uniti d'America. Dopo la seconda guerra mondiale, con l'inizio della "guerra fredda", ha promosso una propria via di conciliazione tra capitalismo e comunismo - il browderismo, "deviazione a destra" rispetto all'ortodossia marxista-leninista.

## Biografia
Ottavo figlio di una famiglia di orientamento populista di Wichita, nel Kansas, Browder aderì al Partito Socialista degli Stati Uniti d'America a sedici anni, nel 1907. Ne uscì nel 1912, in polemica con l'allora segretario William Dudley Haywood. Lavorò come impiegato a Kansas City e dal 1916 come capoufficio ad Olathe, sempre in Kansas. Violentemente contrario alla prima guerra mondiale, dopo l'ingresso statunitense nel conflitto (1917) fu arrestato in forza della cosiddetta "legge antispionaggio" ("Espionage Act") e condannato a tre anni di reclusione. Rimase in prigione per undici mesi, dal dicembre 1917 al novembre 1918.
Rilasciato con la fine della guerra, tornò alla militanza politica pubblicando un giornale radicale, "The Workers World", insieme al sindacalista internazionalista James Patrick Cannon, esponente dell'Industrial Workers of the World. Per questo nel giugno 1919 tornò in carcere con l'accusa di cospirazione. Fu rinchiuso nel carcere di massima sicurezza di Leavenworth, in Kansas, fino al novembre 1920. Tornato libero, entrò nel nascente movimento comunista, iscrivendosi allo United Communist Party - il partito nato nel 1921 dalla fusione di varie sigle comuniste fuoriuscite dal Partito socialista statunitense dopo la Rivoluzione d'ottobre in Russia - ed al suo sindacato di riferimento, la Trade Union Educational League (TUEL), fondata da William Z. Foster.
Nel giugno 1921 fu inviato a Mosca come delegato del Partito Comunista degli Stati Uniti d'America (CPUSA), e portavoce dei minatori del Kansas insieme a Foster, all'Internazionale Comunista. Nella Russia sovietica -di lì a poco Unione Sovietica- Browder conobbe Kitty Harris, agente segreta sovietica, con cui visse per un periodo in Cina, a Shanghai, dove organizzò per conto del Kominter un segretariato sindacale per il Pacifico. Nel 1930 diventò segretario generale del Partito comunista statunitense, e nel 1932 successe a Foster - la cui salute era stata compromessa da un infarto - alla presidenza del Partito.
Cercò un accordo con le altre forze marxiste e di sinistra, secondo il modello dei Fronti popolari che stava avendo successo in Europa, ed appoggiò la politica del New Deal di Roosevelt, nell'ottica di una ristrutturazione sostanziale del capitalismo. Ottenne 80.195 voti alle elezioni presidenziali del 1936. Per aver viaggiato in Unione Sovietica per due volte con un passaporto falso, Browder fu processato e condannato nuovamente al carcere, nel 1940. Fu rilasciato dopo quattordici mesi, con l'entrata degli Stati Uniti nella seconda guerra mondiale al fianco dell'Unione Sovietica. Dopo il collasso dell'Unione Sovietica, sarebbero emerse le prove dell'attività di Browder e di alcuni suoi familiari come informatori dello spionaggio sovietico, l'NKVD (antenato del KGB). Lui, in vita, ha sempre smentito ogni addebito, anche di fronte alla commissione d'inchiesta maccartista.
Già nel 1940 Browder volle l'uscita del CPUSA dall'Internazionale Comunista -che, del resto, sarebbe stata sciolta di lì a poco nel 1943 per volere di Stalin-. Dopo la guerra, nel clima della "guerra fredda", cercò di conciliare capitalismo e comunismo in una via chiamata "browderismo", considerato una "deviazione a destra" del comunismo di stampo sovietico. Il resto del movimento comunista internazionale lo isolò - celebre una lettera del comunista francese Jacques Duclos -, e nel suo partito il vecchio compagno Foster guidò l'opposizione interna. Nel 1945 Browder perse il segretariato generale del partito in favore del marxista-leninista "osservante" Eugene Dennis. Nel 1946 fu espulso dal partito. Continuò la sua battaglia più o meno solitaria contro il dirigismo sovietico, criticando il suo ex-partito ma rifiutandosi di incriminare i vecchi compagni durante il maccartismo. I suoi tre figli, Felix, William ed Andrew, si sono distinti nella ricerca in campo matematico.

## Opere

### Pubblicazioni
- A system of accounts for a small consumers' co-operative New York: Cooperative League of America, 1918.
- Unemployment, why it occurs and how to fight it Chicago, Ill. : Literature Dept., Workers Party of America, 1924.
- Class Struggle vs. Class Collaboration. Chicago: Workers Party of America, 1925. (The little red library #2)
- http://digitool.fcla.edu/webclient/DeliveryManager?application=DIGITOOL-3&owner=resourcediscovery&custom_att_2=simple_viewer&forebear_coll=&user=GUEST&pds_handle=&pid=671277&con_lng=ENG&search_terms=WCR%20%3D%28%20browder%29&adjacency=N&rd_session=http%3A%2F%2Fdigitool.fcla.edu%3A80%2FR%2FBK8JFVKCNI7SRGYFLMLEAUQ4Y5IGJVK7LKLSK1SYUT7E9JMBY8-01888[collegamento interrotto] Chicago: Labor Unity Publishing Association, 1927. alternate link
- China and American imperialist policy Chicago: Labor Unity Pub. Association, 1927.
- Out of a job New York: Workers Library Publishers, 1930.
- War against workers' Russia! New York: Workers Library Publishers, 1931.
- Secret Hoover-Laval war pacts New York: Workers Library Publishers, 1931.
- The fight for bread: keynote speech New York: Workers Library Publishers, 1932.
- The Meaning of Social-Fascism: Its Historical and Theoretical Background. New York: Workers Library Publishers, 1933.
- What every worker should know about the N.R.A New York: Workers Library Publishers, 1933.
- Is planning possible under capitalism? New York: Workers Library Publishers, 1933.
- What is the new deal? New York: Workers Library Publishers, 1933.
- http://digitool.fcla.edu/webclient/DeliveryManager?application=DIGITOOL-3&owner=resourcediscovery&custom_att_2=simple_viewer&forebear_coll=&user=GUEST&pds_handle=&pid=671924&con_lng=ENG&search_terms=WCR%20%3D%28%20browder%29&adjacency=N&rd_session=http%3A%2F%2Fdigitool.fcla.edu%3A80%2FR%2FBK8JFVKCNI7SRGYFLMLEAUQ4Y5IGJVK7LKLSK1SYUT7E9JMBY8-02532[collegamento interrotto] New York: Workers Library Publishers, 1934.
- The Communist party and the emancipation of the Negro people New York, N.Y. : Harlem section of the Communist Party, 1934.
- Communism in the United States. New York: International Publishers, 1935.
- Unemployment insurance: the burning issue of the day  New York: Workers Library Publishers, 1935.
- http://digitool.fcla.edu/webclient/DeliveryManager?application=DIGITOOL-3&owner=resourcediscovery&custom_att_2=simple_viewer&forebear_coll=&user=GUEST&pds_handle=&pid=1212805&con_lng=ENG&search_terms=browder&adjacency=N&rd_session=http://digitool.fcla.edu:80/R/F9GQR8CFL95IAFMEPVYN5S3R4D5X57LRETLVPE5UIQJPT4IEQI-01312[collegamento interrotto] New York: Workers Library Publishers, 1935.
- Religion and communism New York: Workers Library Publishers, 1935.
- Security for Wall Street or for the masses Philadelphia: Communist Party of the U.S.A., 1935.
- The people's front in America New York City: Published for the State Campaign Committee of the Communist Party by Workers Library Publishers, 1936.
- http://digitool.fcla.edu/webclient/DeliveryManager?application=DIGITOOL-3&owner=resourcediscovery&custom_att_2=simple_viewer&forebear_coll=&user=GUEST&pds_handle=&pid=368038&con_lng=ENG&search_terms=browder&adjacency=N&rd_session=http%3A%2F%2Fdigitool.fcla.edu%3A80%2FR%2FF9GQR8CFL95IAFMEPVYN5S3R4D5X57LRETLVPE5UIQJPT4IEQI-01457[collegamento interrotto] New York: Workers Library Publishers, 1936.
- Democracy or Fascism: Earl Browder's Report to the Ninth Convention of the Communist Party. New York: Workers Library Publishers, 1936.
- http://digitool.fcla.edu/webclient/DeliveryManager?application=DIGITOOL-3&owner=resourcediscovery&custom_att_2=simple_viewer&forebear_coll=&user=GUEST&pds_handle=&pid=359826&con_lng=ENG&search_terms=browder&adjacency=N&rd_session=http%3A%2F%2Fdigitool.fcla.edu%3A80%2FR%2F47TYPVJFL19EI4C2RPEFU71LJLQR773TB35HU1IM4P1EPTPQFH-00792[collegamento interrotto] New York: Yidburo Pub., 1936.
- Foreign policy and the maintenance of peace: radio speech of Earl Browder, Communist Party candidate for U.S. President, delivered over a coast-to-coast network of the National Broadcasting Company, August 28, 1936. New York: Communist Party of U.S.A., 1936.
- http://digitool.fcla.edu/webclient/DeliveryManager?application=DIGITOOL-3&owner=resourcediscovery&custom_att_2=simple_viewer&forebear_coll=&user=GUEST&pds_handle=&pid=671416&con_lng=ENG&search_terms=browder&adjacency=N&rd_session=http%3A%2F%2Fdigitool.fcla.edu%3A80%2FR%2FF9GQR8CFL95IAFMEPVYN5S3R4D5X57LRETLVPE5UIQJPT4IEQI-02822[collegamento interrotto] New York: Workers Library Publishers, 1936.
- Who are the Americans? New York: Workers Library Publishers, 1936.
- To all sympathizers of the Communist Party. [New York] n.p. 1936.
- The Landon-Hearst threat against labor: a Labor-Day message New York : National Campaign Committee Communist Party, 1936. (Communist Party Broadcasts #2)
- Old age pensions and unemployment insurance: radio address New York : National Campaign Committee Communist Party, 1936. (Communist Party Broadcasts #4)
- Hearst's "secret" documents in full New York: Workers Library Publishers, 1936.
- Acceptance speeches: Communist candidates in the presidential elections. New York: Workers Library Publishers, 1936.
- The Communist position in 1936: radio speech broadcast March 5, 1936 New York: Workers Library Publishers, 1936.
- Build the united people's front: report to the November Plenum of the Central Committee of the Communist Party of the U.S.A., New York: Workers Library Publishers, 1936.
- http://digitool.fcla.edu/webclient/DeliveryManager?application=DIGITOOL-3&owner=resourcediscovery&custom_att_2=simple_viewer&forebear_coll=&user=GUEST&pds_handle=&pid=671487&con_lng=ENG&search_terms=WCR%20%3D%28%20browder%29&adjacency=N&rd_session=http%3A%2F%2Fdigitool.fcla.edu%3A80%2FR%2FBK8JFVKCNI7SRGYFLMLEAUQ4Y5IGJVK7LKLSK1SYUT7E9JMBY8-01115[collegamento interrotto] New York: Workers Library Publishers, 1936.
- What Is Communism? New York: Vanguard Press, 1936.
- http://digitool.fcla.edu/webclient/DeliveryManager?application=DIGITOOL-3&owner=resourcediscovery&custom_att_2=simple_viewer&forebear_coll=&user=GUEST&pds_handle=&pid=2684135&con_lng=ENG&search_terms=browder&adjacency=N&rd_session=http%3A%2F%2Fdigitool.fcla.edu%3A80%2FR%2F47TYPVJFL19EI4C2RPEFU71LJLQR773TB35HU1IM4P1EPTPQFH-01452[collegamento interrotto] New York: Workers Library Publishers, 1937.
- Talks to America New York: Workers Library Publishers, 1937.
- http://digitool.fcla.edu/webclient/DeliveryManager?application=DIGITOOL-3&owner=resourcediscovery&custom_att_2=simple_viewer&forebear_coll=&user=GUEST&pds_handle=&pid=1927057&con_lng=ENG&search_terms=WCR%20%3D%28%20browder%29&adjacency=N&rd_session=http%3A%2F%2Fdigitool.fcla.edu%3A80%2FR%2FBK8JFVKCNI7SRGYFLMLEAUQ4Y5IGJVK7LKLSK1SYUT7E9JMBY8-01516[collegamento interrotto] New York: Workers Library Publishers, 1937. alternate link
- North America and the Soviet Union: the heritage of our people New York: Workers Library Publishers, 1937.
- The 18th anniversary of the founding of the Communist Party; radio address delivered over a cost-to-coast network of the National Radio Broadcasting Company, September 1, 1937 New York: Central Committee Communist Party, 1937.
- The communists in the people's front, report delivered to the Plenary meeting of the Central committee of the Communist party, U.S.A. held June 17-20, 1937. New York: Workers Library Publishers, 1937.
- China and the U. S. A. New York: Workers Library Publishers, 1937.
- New steps to win the war in Spain (with Bill Lawrence) New York: Workers Library Publishers, 1938.
- http://digitool.fcla.edu/webclient/DeliveryManager?application=DIGITOOL-3&owner=resourcediscovery&custom_att_2=simple_viewer&forebear_coll=&user=GUEST&pds_handle=&pid=368650&con_lng=ENG&search_terms=WCR%20%3D%28%20browder%29&adjacency=N&rd_session=http%3A%2F%2Fdigitool.fcla.edu%3A80%2FR%2FBK8JFVKCNI7SRGYFLMLEAUQ4Y5IGJVK7LKLSK1SYUT7E9JMBY8-01942[collegamento interrotto] New York: Workers Library Publishers, 1938.
- The Nazi pogrom, an outcome of the Munich betrayal, New York, N.Y., State Committee, Communist Party, 1938.
- Unite the people of Illinois for jobs, security, peace and democracy: report to the Illinois State Convention of the Communist Party Chicago : Issued by Illinois State Committee of the Communist Party, 1938.
- Attitude of the Communist Party on the subject of public order [Michigan?] : Chevrolet Branch of the Communist Party, 1938.
- http://digitool.fcla.edu/webclient/DeliveryManager?application=DIGITOOL-3&owner=resourcediscovery&custom_att_2=simple_viewer&forebear_coll=&user=GUEST&pds_handle=&pid=671323&con_lng=ENG&search_terms=WCR%20%3D%28%20browder%29&adjacency=N&rd_session=http%3A%2F%2Fdigitool.fcla.edu%3A80%2FR%2FBK8JFVKCNI7SRGYFLMLEAUQ4Y5IGJVK7LKLSK1SYUT7E9JMBY8-00180[collegamento interrotto] New York: Workers Library Publishers, 1938.
- The democratic front for jobs, security, democracy, and peace: report to the tenth national convention of the Communist Party of the U.S.A. on behalf of the National Committee, delivered on Saturday, May 28, 1938, at Carnegie Hall, New York New York: Workers Library Publishers, 1938.
- http://digitool.fcla.edu/webclient/DeliveryManager?application=DIGITOOL-3&owner=resourcediscovery&custom_att_2=simple_viewer&forebear_coll=&user=GUEST&pds_handle=&pid=2683664&con_lng=ENG&search_terms=browder&adjacency=N&rd_session=http%3A%2F%2Fdigitool.fcla.edu%3A80%2FR%2F47TYPVJFL19EI4C2RPEFU71LJLQR773TB35HU1IM4P1EPTPQFH-00273[collegamento interrotto] New York: Workers Library Publishers, 1938.
- http://digitool.fcla.edu/webclient/DeliveryManager?application=DIGITOOL-3&owner=resourcediscovery&custom_att_2=simple_viewer&forebear_coll=&user=GUEST&pds_handle=&pid=891963&con_lng=ENG&search_terms=browder&adjacency=N&rd_session=http%3A%2F%2Fdigitool.fcla.edu%3A80%2FR%2F47TYPVJFL19EI4C2RPEFU71LJLQR773TB35HU1IM4P1EPTPQFH-00325[collegamento interrotto] New York: Workers Library Publishers, 1938.
- The People's Front. New York: International Publishers, 1938. (a collection of speeches and articles)
- http://digitool.fcla.edu/webclient/DeliveryManager?application=DIGITOOL-3&owner=resourcediscovery&custom_att_2=simple_viewer&forebear_coll=&user=GUEST&pds_handle=&pid=2659975&con_lng=ENG&search_terms=browder&adjacency=N&rd_session=http%3A%2F%2Fdigitool.fcla.edu%3A80%2FR%2FF9GQR8CFL95IAFMEPVYN5S3R4D5X57LRETLVPE5UIQJPT4IEQI-00915[collegamento interrotto] New York: International Publishers, 1938.
- http://digitool.fcla.edu/R/3HBST5E1QCGHXD5YGBR84GEMIIEJQNV7XVY71YMXFFI6XGA9HF-02081?func=results-jump-full&set_entry=000001&set_number=001641&base=GEN01[collegamento interrotto] New York: Workers Library Publishers, 1939.
- Religion and Communism. New York: Workers Library Publishers, 1939
- http://digitool.fcla.edu/webclient/DeliveryManager?application=DIGITOOL-3&owner=resourcediscovery&custom_att_2=simple_viewer&forebear_coll=&user=GUEST&pds_handle=&pid=1587661&con_lng=ENG&search_terms=1940%20elections&adjacency=N&rd_session=http%3A%2F%2Fdigitool.fcla.edu%3A80%2FR%2FF9GQR8CFL95IAFMEPVYN5S3R4D5X57LRETLVPE5UIQJPT4IEQI-02397[collegamento interrotto] New York: Workers Library Publishers, 1939.
- http://digitool.fcla.edu/webclient/DeliveryManager?application=DIGITOOL-3&owner=resourcediscovery&custom_att_2=simple_viewer&forebear_coll=&user=GUEST&pds_handle=&pid=2660243&con_lng=ENG&search_terms=browder&adjacency=N&rd_session=http%3A%2F%2Fdigitool.fcla.edu%3A80%2FR%2FF9GQR8CFL95IAFMEPVYN5S3R4D5X57LRETLVPE5UIQJPT4IEQI-01546[collegamento interrotto] New York: Workers Library Publishers, 1939.
- http://digitool.fcla.edu/webclient/DeliveryManager?application=DIGITOOL-3&owner=resourcediscovery&custom_att_2=simple_viewer&forebear_coll=&user=GUEST&pds_handle=&pid=671485&con_lng=ENG&search_terms=browder&adjacency=N&rd_session=http%3A%2F%2Fdigitool.fcla.edu%3A80%2FR%2FF9GQR8CFL95IAFMEPVYN5S3R4D5X57LRETLVPE5UIQJPT4IEQI-00771[collegamento interrotto] New York: Workers Library Publishers, 1939.
- Whose war is it? New York: Workers Library Publishers, 1939.
- Socialism, war, and America New York: Workers Library Publishers, 1939.
- Stop the war New York: Workers Library Publishers, 1939.
- Finding the road to peace: radio address, Aug. 29, 1939. New York: Communist Party, 1939.
- America and the second imperialist war, New York, New York State Committee, Communist Party, 1939.
- Communist leader says: "Protect Bill of Rights to keep America out of war" San Francisco : Communist Party, 1939.
- Remarks of the General Secretary of the Communist Party, Earl Browder, made at the enlarged meeting of the State Committee of the Communist Party of California on May 28, 1939 [Los Angeles, Calif.?] : California Organization and Educational Departments, Communist Party, U.S.A.,
- Speech of Earl Browder, auspices of Yale peace council, New Haven, Conn., Nov. 28, 1939. Communist Party of America.; National Committee.; Publicity Dept.
- The People's Road to Peace. New York: Workers Library Publishers, 1940. — Speech to 11th Convention.
- http://digitool.fcla.edu/webclient/DeliveryManager?application=DIGITOOL-3&owner=resourcediscovery&custom_att_2=simple_viewer&forebear_coll=&user=GUEST&pds_handle=&pid=370381&con_lng=ENG&search_terms=WCR%20%3D%28%20browder%29&adjacency=N&rd_session=http%3A%2F%2Fdigitool.fcla.edu%3A80%2FR%2FBK8JFVKCNI7SRGYFLMLEAUQ4Y5IGJVK7LKLSK1SYUT7E9JMBY8-01546[collegamento interrotto] New York: Workers Library Publishers, 1940.
- The Jewish people and the war New York: Workers Library Publishers, 1940.
- Internationalism, results of the 1940 election; two reports New York: Workers Library Publishers, 1940.
- Earl Browder takes his case to the people. New York: Workers Library Publishers, 1940.
- An American foreign policy for peace New York: Workers Library Publishers, 1940.
- Earl Browder talks to the senators on the real meaning of the Voorhis "blacklist" bill. New York: Workers Library Publishers, 1940.
- The most peculiar election; the campaign speeches of Earl Browder. New York: Workers Library Publishers, 1940.
- Study guide and outline for the People's Front New York: Educational and Literature Departments, New York State Committee, Communist Party, 1940.
- A letter from Earl Browder. New York City : Communist Party of U.S.A., 1940.
- A message from Earl Browder to the youth of America New York : National Election Campaign Committee, Youth Division, 1940.
- United front against fascism and war: how to achieve it! : A serious word to the Socialist Party New York City : New York District Committee, Communist Party of U.S.A., 1940.
- The new moment in the struggle against war New York City: New York State Committee, Communist Party U.S.A., 1940.
- Mr. Browder goes to Washington.[New York, N.Y.]: Browder for Congress Campaign Committee, 1940.
- The communists on education and the war. New York : Young Communist League, 1940.
- A message to California educators; Some inner contradictions in Washington's imperialist foreign policy Calif. : The Committee, 1940.
- The message they tried to stop! the most peculiar election campaign in the history of the Republic: speech delivered by electrical transcription at Olympic Auditorium, Los Angeles, California, September 8th and at San Francisco, California, September 11, 1940  New York : National Election Campaign Committee, Communist Party USA, 1940.
- The Second Imperialist War. New York: International Publishers, 1940.
- The way out. New York: International Publishers, 1940.
- http://digitool.fcla.edu/webclient/DeliveryManager?application=DIGITOOL-3&owner=resourcediscovery&custom_att_2=simple_viewer&forebear_coll=&user=GUEST&pds_handle=&pid=2683378&con_lng=ENG&search_terms=WCR%20%3D%28%20browder%29&adjacency=N&rd_session=http%3A%2F%2Fdigitool.fcla.edu%3A80%2FR%2FBK8JFVKCNI7SRGYFLMLEAUQ4Y5IGJVK7LKLSK1SYUT7E9JMBY8-00313[collegamento interrotto] New York: Workers Library Publishers, 1941.
- Communism and culture New York: Workers Library Publishers, 1941.
- Earl Browder says. New York: Workers Library Publishers, 1941.
- The way out of the imperialist war New York: Workers Library Publishers, 1941.
- The road to victory New York: Workers Library Publishers, 1941.
- A different kind of party: Earl Browder tells how the Communist Party is distinguished from all other parties [U.S.? : s.n., 1941.
- Victory—and after. New York: International Publishers, 1942.
- Production for victory New York: Workers Library Publishers, 1942.
- Victory must be won: Independence Day speech, Madison Square Garden, July 2, 1942 New York: Workers Library Publishers, 1942.
- Earl Browder on the Soviet union. New York: Workers Library Publishers, 1942.
- The economics of all-out war New York: Workers Library Publishers, 1942.
- One year since Pearl Harbor New York: Workers Library Publishers, 1942.
- When do we fight? New York: Workers Library Publishers, 1942.
- 2nd front now!: this is the will of the people. S[an] F[rancisco]: Issued by California Communist Party, 1942.
- Free the anti-fascist prisoners in North Africa: address New York, N.Y. : Communist Party, U.S.A., 1942.
- The future of the Anglo-Soviet-American coalition New York: Workers Library Publishers 1943.
- George Dimitroff New York: International Publishers, 1943.
- http://digitool.fcla.edu/webclient/DeliveryManager?application=DIGITOOL-3&owner=resourcediscovery&custom_att_2=simple_viewer&forebear_coll=&user=GUEST&pds_handle=&pid=363438&con_lng=ENG&search_terms=browder&adjacency=N&rd_session=http%3A%2F%2Fdigitool.fcla.edu%3A80%2FR%2F47TYPVJFL19EI4C2RPEFU71LJLQR773TB35HU1IM4P1EPTPQFH-02394[collegamento interrotto] New York: Workers Library Publishers 1943.
- http://digitool.fcla.edu/webclient/DeliveryManager?application=DIGITOOL-3&owner=resourcediscovery&custom_att_2=simple_viewer&forebear_coll=&user=GUEST&pds_handle=&pid=1587657&con_lng=ENG&search_terms=WCR%20%3D%28%20browder%29&adjacency=N&rd_session=http%3A%2F%2Fdigitool.fcla.edu%3A80%2FR%2FBK8JFVKCNI7SRGYFLMLEAUQ4Y5IGJVK7LKLSK1SYUT7E9JMBY8-01151[collegamento interrotto] New York: Workers Library Publishers 1943.
- http://digitool.fcla.edu/webclient/DeliveryManager?application=DIGITOOL-3&owner=resourcediscovery&custom_att_2=simple_viewer&forebear_coll=&user=GUEST&pds_handle=&pid=1587654&con_lng=ENG&search_terms=browder&adjacency=N&rd_session=http%3A%2F%2Fdigitool.fcla.edu%3A80%2FR%2FF9GQR8CFL95IAFMEPVYN5S3R4D5X57LRETLVPE5UIQJPT4IEQI-00661[collegamento interrotto] New York: Workers Library Publishers 1943.
- The mine strike and its lessons New York City: New York State Committee, Communist Party, 1943.
- A conspiracy against our Soviet ally; a menace to America Chicago : Distributed by Illinois State Committee of the Communist Party, 1943.
- http://digitool.fcla.edu/webclient/DeliveryManager?application=DIGITOOL-3&owner=resourcediscovery&custom_att_2=simple_viewer&forebear_coll=&user=GUEST&pds_handle=&pid=674805&con_lng=ENG&search_terms=WCR%20%3D%28%20browder%29&adjacency=N&rd_session=http%3A%2F%2Fdigitool.fcla.edu%3A80%2FR%2FBK8JFVKCNI7SRGYFLMLEAUQ4Y5IGJVK7LKLSK1SYUT7E9JMBY8-02536[collegamento interrotto] New York: Workers Library Publishers 1943.
- Hitler's secret weapon: the bogey of communism San Francisco, Calif. : California Communist Party, 1943.
- Browder hits anti-Soviet Plot speech of Earl Browder, at Aperion Manor, Brooklyn, N.Y., April 1, 1943. Baltimore? : Communist Party and Young Communist League of Baltimore?, 1943.
- A Lincoln's birthday message to you [U.S.? : Communist Party?, 1944
- The meaning of the elections New York: Workers Library Publishers 1944.
- http://digitool.fcla.edu/webclient/DeliveryManager?application=DIGITOOL-3&owner=resourcediscovery&custom_att_2=simple_viewer&forebear_coll=&user=GUEST&pds_handle=&pid=671396&con_lng=ENG&search_terms=browder&adjacency=N&rd_session=http%3A%2F%2Fdigitool.fcla.edu%3A80%2FR%2FF9GQR8CFL95IAFMEPVYN5S3R4D5X57LRETLVPE5UIQJPT4IEQI-01758[collegamento interrotto] New York: Workers Library Publishers 1944.
- http://digitool.fcla.edu/webclient/DeliveryManager?application=DIGITOOL-3&owner=resourcediscovery&custom_att_2=simple_viewer&forebear_coll=&user=GUEST&pds_handle=&pid=891960&con_lng=ENG&search_terms=Economic%20problems%20of%20the%20war%20and%20peace&adjacency=N&rd_session=http%3A%2F%2Fdigitool.fcla.edu%3A80%2FR%2FF9GQR8CFL95IAFMEPVYN5S3R4D5X57LRETLVPE5UIQJPT4IEQI-02579[collegamento interrotto] New York: Workers Library Publishers 1944.
- http://digitool.fcla.edu/webclient/DeliveryManager?application=DIGITOOL-3&owner=resourcediscovery&custom_att_2=simple_viewer&forebear_coll=&user=GUEST&pds_handle=&pid=2659977&con_lng=ENG&search_terms=browder&adjacency=N&rd_session=http%3A%2F%2Fdigitool.fcla.edu%3A80%2FR%2F47TYPVJFL19EI4C2RPEFU71LJLQR773TB35HU1IM4P1EPTPQFH-01182[collegamento interrotto] New York: Workers Library Publishers 1944.
- Teheran: Our Path in War and Peace. New York: International Publishers, 1944.
- Teheran and America; perspectives and tasks, New York: Workers Library Publishers 1944.
- Shall the Communist Party change its name? New York: Workers Library Publishers 1944.
- http://digitool.fcla.edu/webclient/DeliveryManager?application=DIGITOOL-3&owner=resourcediscovery&custom_att_2=simple_viewer&forebear_coll=&user=GUEST&pds_handle=&pid=369404&con_lng=ENG&search_terms=browder&adjacency=N&rd_session=http%3A%2F%2Fdigitool.fcla.edu%3A80%2FR%2FF9GQR8CFL95IAFMEPVYN5S3R4D5X57LRETLVPE5UIQJPT4IEQI-01161[collegamento interrotto] New York, N.Y: New Century, 1945
- Why America is interested in the Chinese Communists New York, N.Y: New Century, 1945
- The press and America's future New York, N.Y: Daily Worker, 1945
- Browder's speech to National Committee San Francisco [Calif.] : California State Committee CPA, 1945 Discussion bulletin #9
- Appeal of Earl Browder to the National Committee C.P.U.S.A. against the decision of the National Board of February 5th, 1946 for his expulsion. Yonkers: The author?, 1946
- The writings and speeches of Earl Browder: from May 24, 1945 to July 26, 1945. Yonkers?: The author?, 1947
- War or Peace with Russia? New York: A.A. Wyn, 1947.
- Soviet book news, literature, art, science. New York: 1947.
- The Decline of the Left Wing of American Labor. Yonkers, NY: [Earl Browder], 1948.
- Answer to Vronsky [New York? : s.n., 1948.
- Labor and socialism in America Yonkers, N.Y: E. Browder 1948.
- The "miracle" of Nov. 2nd: some aspects of the American elections New York? : s.n., 1948.
- World Communism and US Foreign Policy: A Comparison of Marxist Strategy and Tactics: After World War I and World War II. New York: Earl Browder, 1948.
- "Americus" [pseudonym], Where Do We Go From Here? An Examination of the Record of the 14th National Convention, CPUSA. n.c.: Earl Browder, 1948.
- "Americus" Parties, issues, & candidates in the 1948 elections: brief review and analysis Yonkers, N.Y.: Earl Browder, 1948.
- The coming economic crisis in America New York? : s.n., 1949
- More about the economic crisis New York? : s.n., 1949
- War, peace and socialism, New York? : s.n., 1949
- U.S.A. & U.S.S.R.: their relative strength S.l. : s.n., 1949
- How to halt crisis and war: an economic program for progressives  S.l. : s.n., 1949
- Chinese Lessons for American Marxists. n.c. Yonkers, NY: Earl Browder, 1949.
- In defense of communism: against W.Z. Foster's "new route to socialism. Yonkers, NY: s.n., 1949.
- Keynes, Foster and Marx. Yonkers, N.Y 1950
- Earl Browder before U.S. Senate: the record and some conclusions. Yonkers, N.Y 1950
- "Is Russia a socialist community?": affirmative presentation in a public debate Yonkers, N.Y: The author 1950
- Language & war: letter to a friend concerning Stalin's article on linguistics Yonkers, N.Y: The author 1950
- Modern resurrections & miracles Yonkers, N.Y: Earl Browder, 1950
- Toward an American peace policy Yonkers, N.Y: The author 1950
- "Should Soviet China be admitted to the United Nations?" debate. s.l. : s.n., 1951
- The meaning of MacArthur: letter to a friend s.l. : s.n., 1951
- Contempt of Congress; the trial of Earl Browder. Yonkers, N.Y: E. Browder 1951
- Four letters concerning peaceful co-existence of capitalism and socialism: together with speech of June 2, 1945 on the same question Yonkers, N.Y. : Issued for private circulation only by E. Browder, 1952
- Should America be returned to the Indians? Yonkers, N.Y. : The author, 1952
- A postscript to the discussion of peaceful co-existence Yonkers, N.Y: E. Browder 1952
- Marx and America: A Study in the Doctrine of Impoverishment. New York: Duell, Sloan and Pearce, 1958.
- Socialism in America Yonkers, N.Y.: Browder, 1960.

### Introduzioni, presentazioni e contributi
- Andrés Nin Struggle of the trade unions against fascism (introduction) Chicago : The Trade Union Educational League, 1923. (Labor Herald Library #8)
- Solomon Lozovsky The world's trade union movement (introduction) Chicago : The Trade Union Educational League, 1924. (Labor Herald Library #10)
- Trade unions in America (with James Cannon and William Z. Foster) Chicago, Ill. : Published for the Trade Union Educational League by the Daily worker 1925 (Little red library #1)
- http://digitool.fcla.edu/webclient/DeliveryManager?application=DIGITOOL-3&owner=resourcediscovery&custom_att_2=simple_viewer&forebear_coll=&user=GUEST&pds_handle=&pid=671331&con_lng=ENG&search_terms=Technocracy&adjacency=N&rd_session=http%3A%2F%2Fdigitool.fcla.edu%3A80%2FR%2FAPN471ICT1TIK3ADJGTRAHT6BF2AIEXKQ21F2MT287XJ2PGXJP-02271[collegamento interrotto] (with William Z. Foster and Vyacheslav Molotov) New York: Workers Library Publishers, 1933.
- http://digitool.fcla.edu/webclient/DeliveryManager?application=DIGITOOL-3&owner=resourcediscovery&custom_att_2=simple_viewer&forebear_coll=&user=GUEST&pds_handle=&pid=369241&con_lng=ENG&search_terms=bedacht&adjacency=N&rd_session=http%3A%2F%2Fdigitool.fcla.edu%3A80%2FR%2FAPN471ICT1TIK3ADJGTRAHT6BF2AIEXKQ21F2MT287XJ2PGXJP-00543[collegamento interrotto] (with Max Bedacht and Sam Don) New York: Workers Library Publishers, 1933.
- How do we raise the question of a labor party? (with Jack Stachel) New York: Workers Library Publishers, 1935.
- http://digitool.fcla.edu/webclient/DeliveryManager?application=DIGITOOL-3&owner=resourcediscovery&custom_att_2=simple_viewer&forebear_coll=&user=GUEST&pds_handle=&pid=369316&con_lng=ENG&search_terms=browder&adjacency=N&rd_session=http%3A%2F%2Fdigitool.fcla.edu%3A80%2FR%2FF9GQR8CFL95IAFMEPVYN5S3R4D5X57LRETLVPE5UIQJPT4IEQI-01568[collegamento interrotto] with Norman Thomas, New York: Socialist Call, 1936.
- Organize mass struggle for social insurance: tasks of the American Communist Party in organizing struggle for social insurance (with Sergei Ivanovich Gusev) New York: Workers Library Publishers, 1933.
- The meaning of the Palestine partition (with John Arnold) [New York, N.Y. State Jewish Buro, Communist Party, 1937.
- Red baiting: enemy of labor; with a letter to Homer Martin by Earl Browder by Louis Budenz New York : Workers Library Publishers, 1937
- The Constitution of the United States: with the amendments; also, the Declaration of Independence New York: International Publishers, 1937.
- The Path of Browder and Foster. (with others) New York: Workers Library Publishers, 1941.
- A discussion of people's war policies: Vice President Henry Wallace's May 8, 1942 speech, Asst. Secretary of State Sumner Welles' May 30, 1942 speech, Earl Browder's June 7, 1942 article in "The Worker", the Atlantic Charter. New York : Workers School, 1942.
- Speed the second front (with others) New York: Workers Library Publishers, 1942.
- http://digitool.fcla.edu/webclient/DeliveryManager?application=DIGITOOL-3&owner=resourcediscovery&custom_att_2=simple_viewer&forebear_coll=&user=GUEST&pds_handle=&pid=361650&con_lng=ENG&search_terms=WCR%20%3D%28%20browder%29&adjacency=N&rd_session=http%3A%2F%2Fdigitool.fcla.edu%3A80%2FR%2FBK8JFVKCNI7SRGYFLMLEAUQ4Y5IGJVK7LKLSK1SYUT7E9JMBY8-00551[collegamento interrotto] (with William Gallacher) New York: Workers Library Publishers 1943.
- Is communism a menace? A debate between Earl Browder and George E. Sokolsky. New York: New masses 1943.
- Choose between Teheran and Hitler: extracts from the report by Earl Browder to the National Convention of the U.S.A. Communist Party, May 20, 1944.  Sydney: Central Committee of the Australian Communist Party, 1944.
- http://digitool.fcla.edu/webclient/DeliveryManager?application=DIGITOOL-3&owner=resourcediscovery&custom_att_2=simple_viewer&forebear_coll=&user=GUEST&pds_handle=&pid=363361&con_lng=ENG&search_terms=WCR%20=(%20browder)&adjacency=N&rd_session=http://digitool.fcla.edu:80/R/BK8JFVKCNI7SRGYFLMLEAUQ4Y5IGJVK7LKLSK1SYUT7E9JMBY8-02247[collegamento interrotto] (with Claude Bowers and Francis Franklin) New York : Workers School, 1943.
- Jew-baiting is cannibalism (with William Gallacher) Sydney: Current Book Distribution, 1944.
- http://digitool.fcla.edu/webclient/DeliveryManager?application=DIGITOOL-3&owner=resourcediscovery&custom_att_2=simple_viewer&forebear_coll=&user=GUEST&pds_handle=&pid=671927&con_lng=ENG&search_terms=WCR%20%3D%28%20browder%29&adjacency=N&rd_session=http%3A%2F%2Fdigitool.fcla.edu%3A80%2FR%2FBK8JFVKCNI7SRGYFLMLEAUQ4Y5IGJVK7LKLSK1SYUT7E9JMBY8-03195[collegamento interrotto] with Harold Lavine New York: Workers Library Publishers 1944.
- On the dissolution of the Communist Party of the United States by Jacques Duclos San Francisco, Calif. : State Committee, Communist Political Association of California, 1945 (foreword)
- Browder's position on the resolution (with William Z. Foster) San Francisco [Calif.] : California State Committee CPA, 1945 Discussion bulletin #1
- How can Soviet Russia and the United States keep the peace? with Theodore Granik and George SokolskyWashington, D.C: Ransdell, 1946
- Communists in the struggle for Negro rights (with James Ford, Benjamin Davis and William Patterson) New York, N.Y: New Century, 1945

### Articoli
- Browder, Earl, "Review of American Communism in Crisis, 1943-1957, by Joseph R. Starobin." Political Science Quarterly, Vol. 88, No. 1 (Mar., 1973), pp. 94–97.
- Browder, Earl and Max Shachtman. Is Russia a Socialist Community? The Verbatim Text of a Debate. March 1950 debate moderated by C. Wright Mills. Published in The New International: A Monthly Organ of Revolutionary Marxism, Vol.16 No.3, May–June 1950, pp. 145–176. Retrieved June 6, 2005.